# Sokhom So
Sokhom So là Phó Chủ tịch Chiến binh Tự do Campuchia, một tổ chức dân quân chống cộng hoạt động chủ yếu ở Mỹ.
Vì vậy, ông từng có lần nói rằng "Mỹ đã lật đổ chính phủ của Saddam Hussein. Nếu tôi là một kẻ khủng bố, thì George W. Bush cũng là một kẻ khủng bố."
Năm 1997, ông trở thành một tín đồ Kitô giáo tái sinh sau nỗ lực đảo chính bất thành chống lại chính phủ Campuchia.
Về sau ông ra nhận chức Chủ tịch Dominique Jewelry Incorporated, một cửa hàng trang sức ở Arlington, Virginia, kể từ năm 1990.